# Izabela Kloc
Izabela Helena Kloc z domu Lazar (ur. 8 maja 1963 w Mikołowie) – polska polityk, pedagog i samorządowiec, posłanka na Sejm V, VI, VII i VIII kadencji (2005–2014, 2015–2019), senator VIII kadencji (2014–2015), posłanka do Parlamentu Europejskiego IX kadencji (2019–2024).

## Życiorys

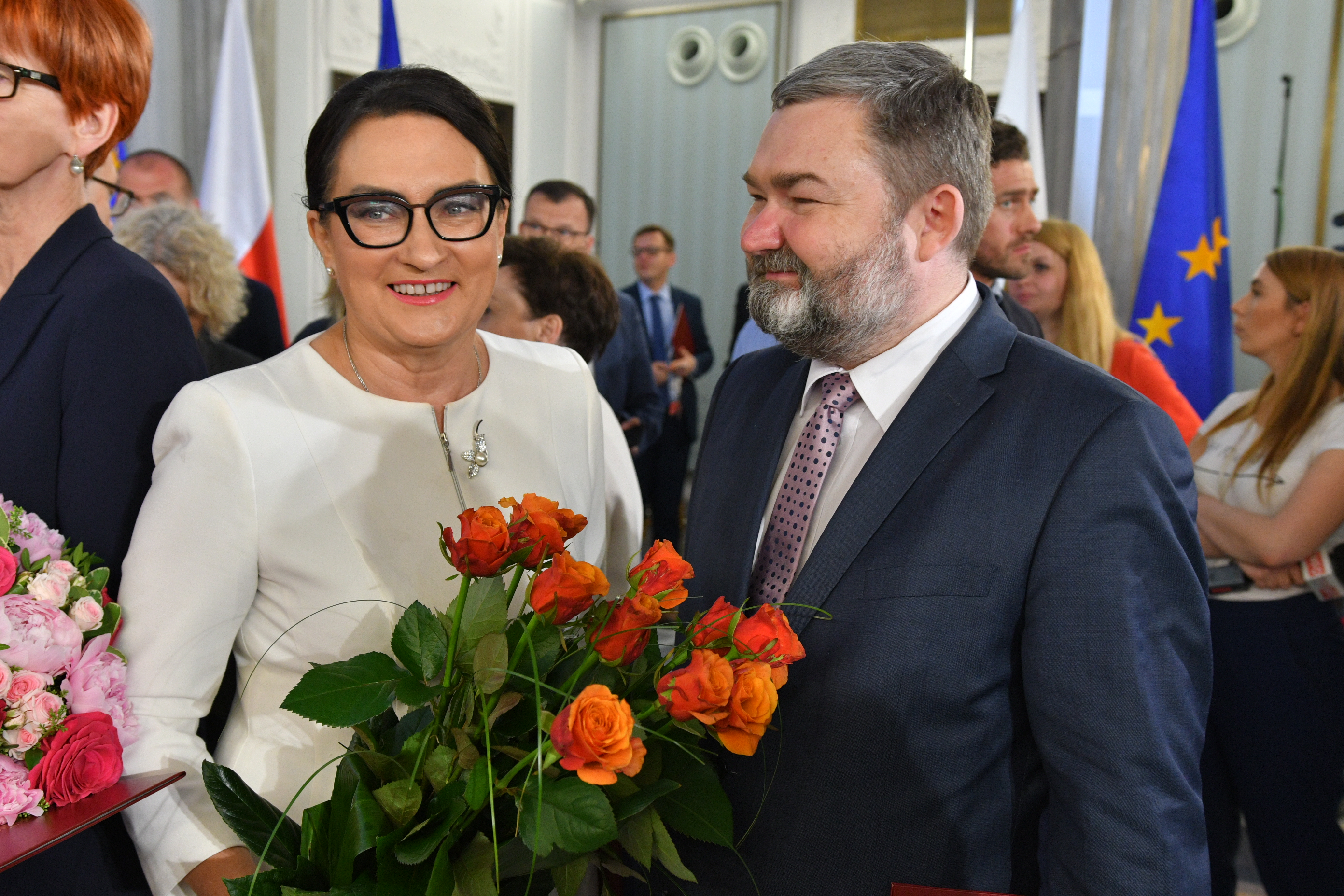
Izabela Kloc i Karol Karski (2019)

Pochodzi z Łazisk Średnich. W 1997 uzyskała licencjat z teologii na Katolickim Uniwersytecie Lubelskim oraz magisterium z pedagogiki na Uniwersytecie Śląskim. Pracowała jako nauczycielka w szkole podstawowej w Pszczynie, następnie w katowickim Pałacu Młodzieży. W 1997 została dyrektorem Społecznego Liceum Ogólnokształcącego Związku Górnośląskiego, w 1999 objęła stanowisko konsultanta w Regionalnym Ośrodku Edukacyjno-Metodycznym „Metis” w Katowicach. Ukończyła potem studia podyplomowe w Akademii Ekonomicznej w Katowicach – w 2000 z przedsiębiorczości i zarządzania, a w 2003 z zarządzania projektem europejskim.
Należała do Stronnictwa Konserwatywno-Ludowego, z którego przeszła do Przymierza Prawicy, następnie została członkinią Prawa i Sprawiedliwości. W latach 1998–2002 zasiadała w sejmiku śląskim I kadencji, została wybrana z listy Akcji Wyborczej Solidarność. Później do 2005 była radną powiatu pszczyńskiego.
Z listy Prawa i Sprawiedliwości w wyborach parlamentarnych w 2001 bez powodzenia kandydowała do Sejmu, a w wyborach w 2005 została wybrana na posłankę V kadencji w okręgu rybnickim. W wyborach parlamentarnych w 2007 po raz drugi uzyskała mandat poselski, otrzymując 14 077 głosów.
W 2004, 2009 i 2014 bezskutecznie kandydowała do Parlamentu Europejskiego. W wyborach do Sejmu w 2011 z powodzeniem ubiegała się o reelekcję, dostała 12 833 głosy. W 2014 wystartowała w wyborach uzupełniających do Senatu w okręgu nr 73, uzyskując mandat senatora VIII kadencji.
W 2015 została natomiast ponownie wybrana do Sejmu (na VIII kadencję), otrzymując 43 648 głosów. W wyborach w 2019 Izabela Kloc uzyskała mandat deputowanej do Europarlamentu IX kadencji (uzyskała 78 352 głosy). W 2024 bezskutecznie kandydowała w kolejnych wyborach europejskich.
Została publicystką portalu wPolityce.pl.

## Wyniki w wyborach ogólnopolskich
| Wybory | Komitet wyborczy                   | Komitet wyborczy       | Organ            | Okręg           | Wynik        |
| ------ | ---------------------------------- | ---------------------- | ---------------- | --------------- | ------------ |
| 2001   |                                    | Prawo i Sprawiedliwość | Sejm IV kadencji | nr 30           | 4312 (1,84%) |
| 2004   | Parlament Europejski VI kadencji   | Prawo i Sprawiedliwość | nr 11            | 5926 (0,78%)    |              |
| 2005   | Sejm V kadencji                    | Prawo i Sprawiedliwość | nr 30            | 5185 (2,31%)    |              |
| 2007   | Sejm VI kadencji                   | Prawo i Sprawiedliwość | nr 30            | 14 077 (4,65%)  |              |
| 2009   | Parlament Europejski VII kadencji  | Prawo i Sprawiedliwość | nr 11            | 45 573 (4,89%)  |              |
| 2011   | Sejm VII kadencji                  | Prawo i Sprawiedliwość | nr 30            | 12 833 (4,86%)  |              |
| 2014   | Parlament Europejski VIII kadencji | Prawo i Sprawiedliwość | nr 11            | 25 203 (2,97%)  |              |
| 2014   | Senat VIII kadencji                | Prawo i Sprawiedliwość | nr 73            | 11 146 (48,56%) |              |
| 2015   | Sejm VIII kadencji                 | Prawo i Sprawiedliwość | nr 30            | 43 648 (15,05%) |              |
| 2019   | Parlament Europejski IX kadencji   | Prawo i Sprawiedliwość | nr 11            | 78 352 (4,90%)  |              |
| 2024   | Parlament Europejski X kadencji    | Prawo i Sprawiedliwość | nr 11            | 34 669 (2,60%)  |              |